# Sufijo

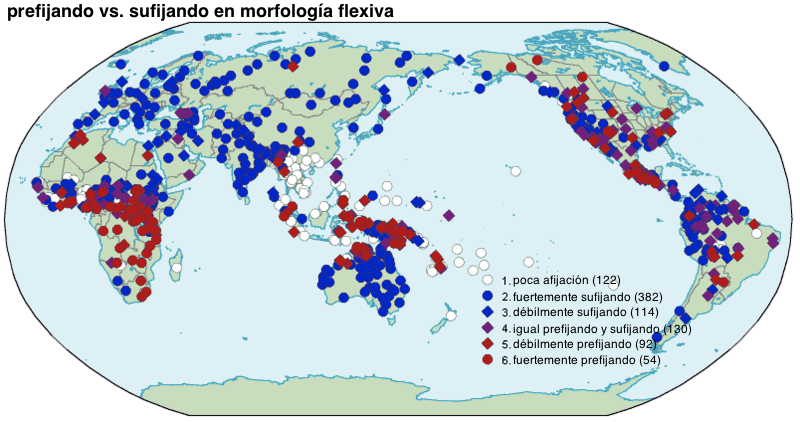
Sufijación y prefijación en las lenguas del mundo.

Se denomina sufijo a un tipo de morfema o afijo que se agrega después del lexema, raíz o tema de una palabra.
Los sufijos pueden ser derivativos o flexivos. En la mayoría de las lenguas los derivativos preceden a los flexivos, ya que los derivativos tienden a estar más cerca de la raíz. En una lengua flexiva, muchas palabras pueden estar formadas por una raíz más un cierto número de sufijos derivativos, y posiblemente algunos u otros sufijos flexivos, aunque, todas las lenguas tienen algunas palabras invariables formadas por un único morfema.
La sufijación es el proceso más extendido en las lenguas humanas para la formación de nuevas palabras, alrededor del 70 % de las lenguas del mundo usan extensivamente la sufijación, y al menos el 80 % usan sufijos en alguna medida.